# 丁未換局
丁未換局(ていびかんきょく、朝鮮語: 정미환국、チョンミファングク)は李氏朝鮮の英祖治世下1727年(英祖3年)に発生した政局転換事件である。これによって政権を担っていた老論は失脚し少論へと政局が移った。

## 蕩平策の破綻と老論の伸張
英祖は老論(西人の一派)に支持されて国王に即位した。しかし景宗治世に起きた辛丑換局によって当時政権を握っていたのは少論(西人の一派)であった。そこで少論の力を弱めたい英祖は党争を鎮静化する名目で各党派から均一に官吏を登用する蕩平策を始める。しかし景宗治世下の辛壬士禍で少論に排除されていた老論は、蕩平策に従わずに少論派の大臣への攻撃を強める。英祖は老論のこうした要求を拒めずに少論の大臣を処分し、以前処刑された老論派大臣の名誉を回復させた。これが乙巳処分である。こうして政権を握った老論だが、強硬派が少論を弾圧する動きを見せた。老論強硬派の台頭を阻止したい英祖は、蕩平策「老少併用」を唱える老論の重鎮で穏健派に属して少論とも親交があった洪致中による穏健派政権を樹立する。洪致中の蕩平によって政局が安定するが強硬派を抑えきることができない。老論強硬派を牽制していた少論の重鎮柳鳳輝の死をきっかけに強硬派は暴走をし、政治を専横していく。

## 政権交代とその後
洪致中の勢力では混乱を収拾できずに政局が険悪化の一途をたどるなか、英祖は少論穏健派を政権の中枢に登用し、政局が老論から少論へ転換された。こうして丁未換局が断行された。また、2年前に老論によって確定された乙巳処分は全面的に撤回された。
換局が行われ少論穏健派の政権が樹立されたが、政権に加わることのできなかった少論強硬派は南人と結託して英祖の排除に乗り出す。そうして戊申の乱という反乱へと向かっていった。